# Johan Philip Korn
Johan Philip Korn, född 1728 i Uddevalla, död 29 mars 1796, var en svensk målare och konstnär.

## Bakgrund
Korn började som dekorationsmålare, men övergick efter att ha varit elev hos Johan Sevenbom till landskapsmåleriet, ofta efter förlagor i holländska kopparstick eller målningar av François Boucher. Han målade vanligtvis i litet format, men arbetade även med dekorativa väggmålningar, dörrstycken med mera. Motiven är idylliska landskap, ofta med månsken och eldar i en guldbrun ton. Ofta har de ett rikt staffage med figurer. Korn finns representerad vid Nationalmuseum i Stockholm samt vid Norrköpings konstmuseum.

## Galleri

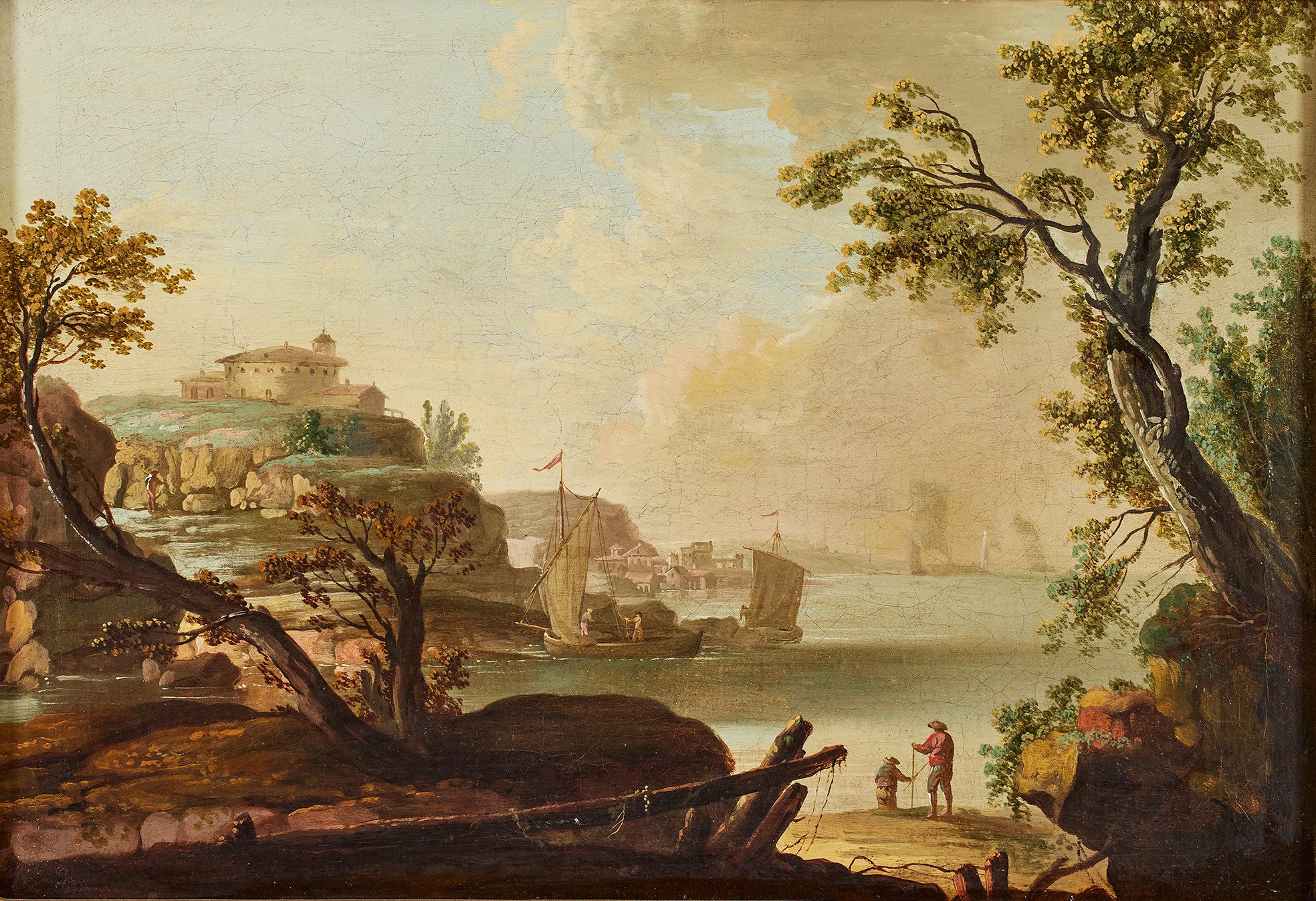
Kustlandskap med fiskare (1769)
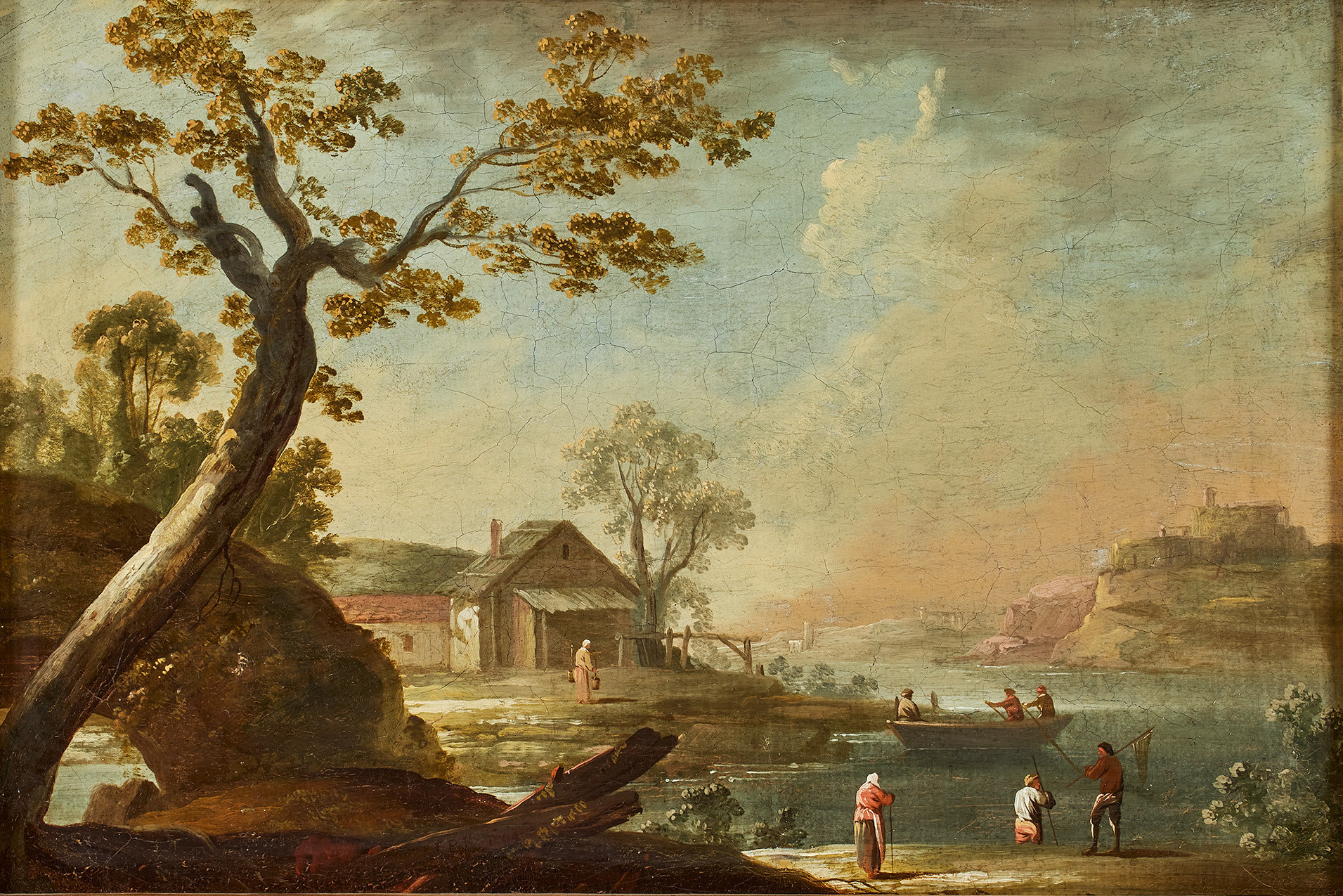
Kustlandskap med fiskare (1769)
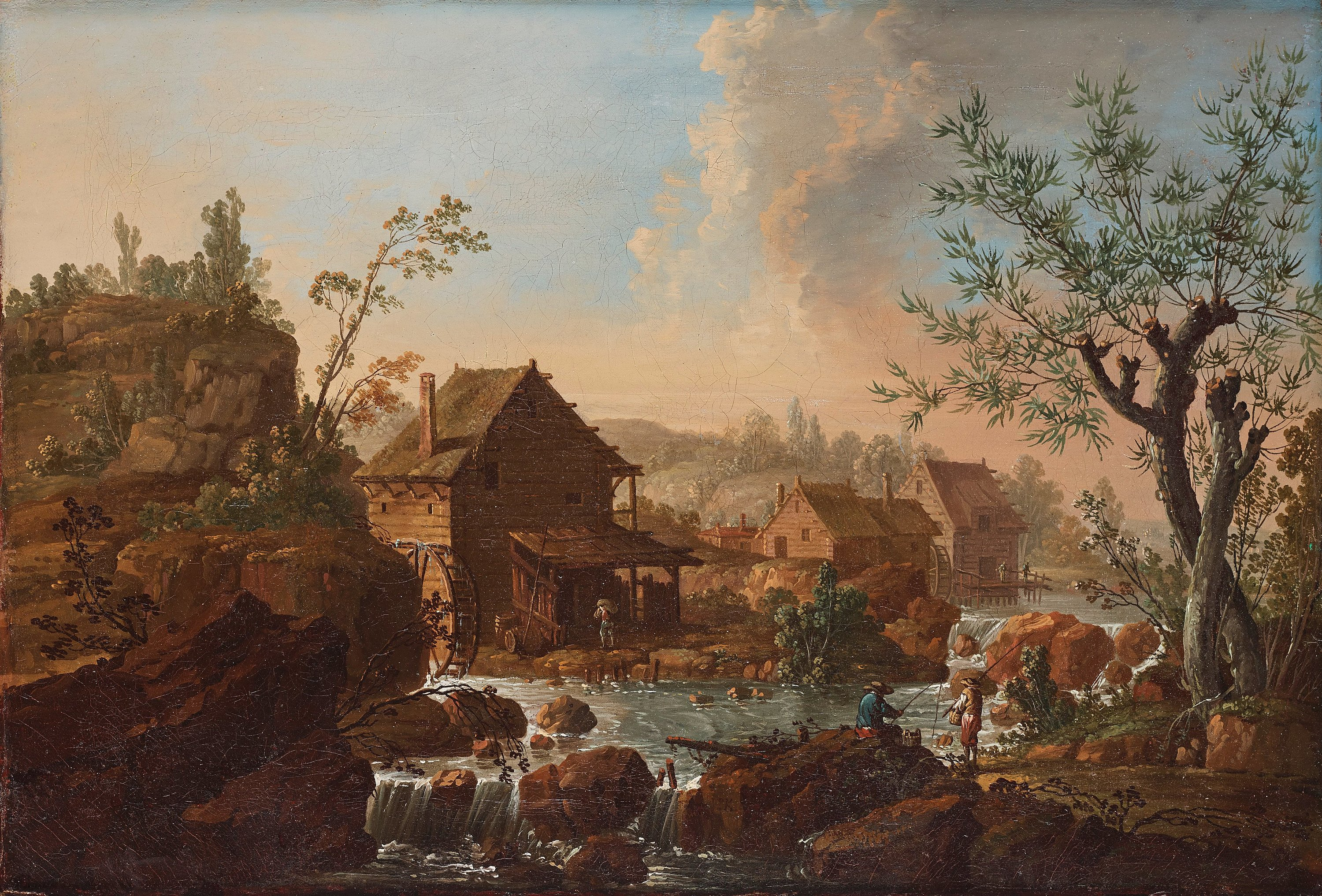
Kvarndammen (1770)
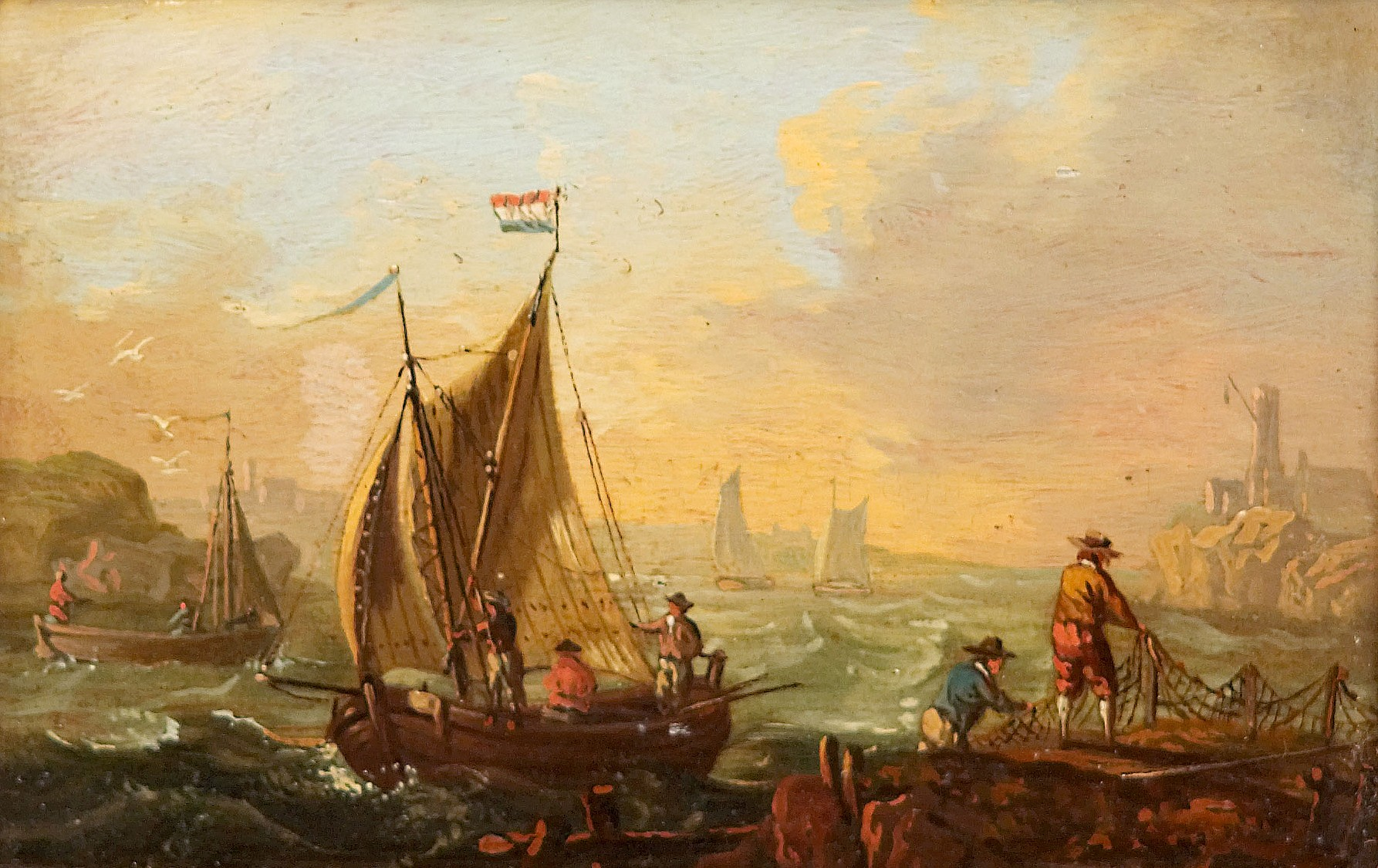
Fiskebåtar
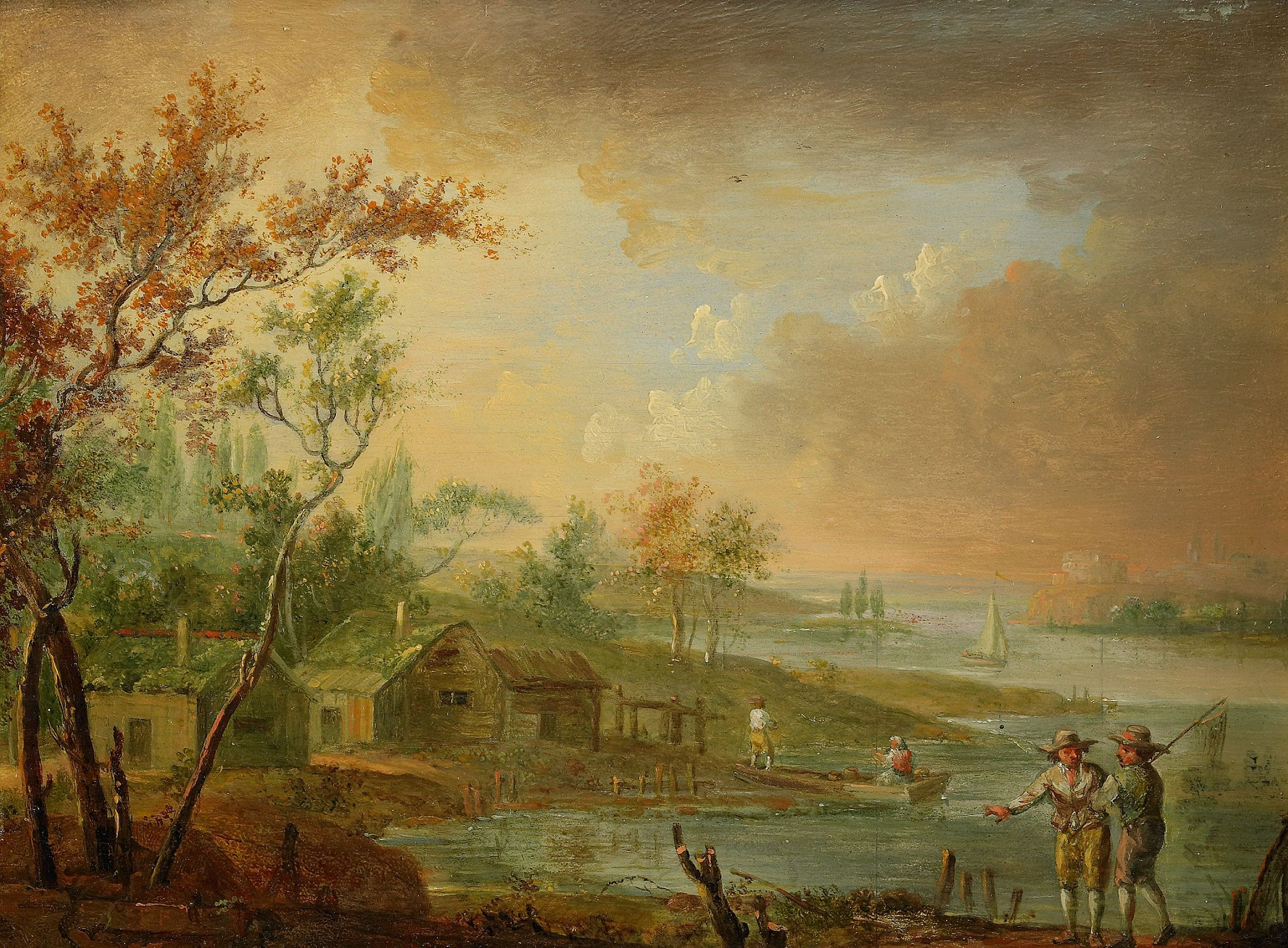
Sjölandskap
Ekolsunds slott
Kvarnen vid Ekolsunds slott
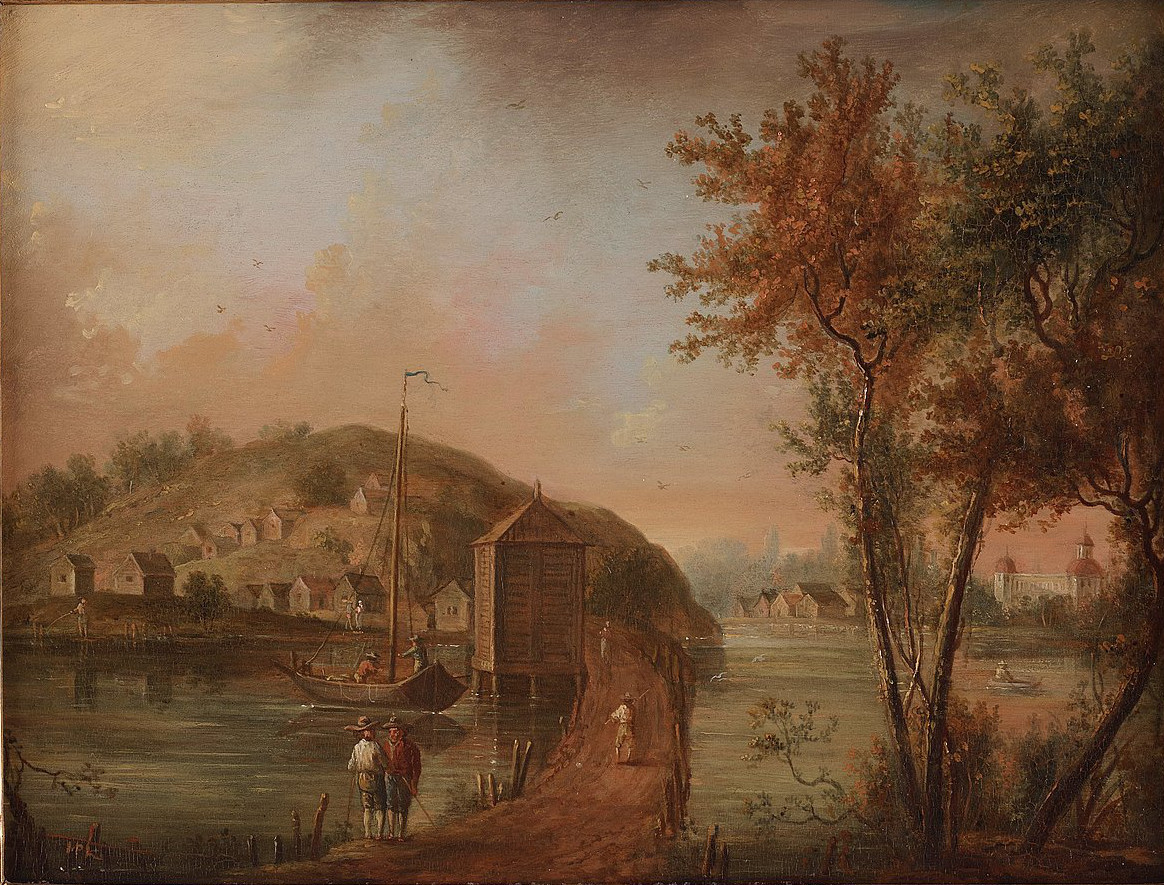
Vue af Ulricsdal ifrån färgan vid Stäket (ca 1790)
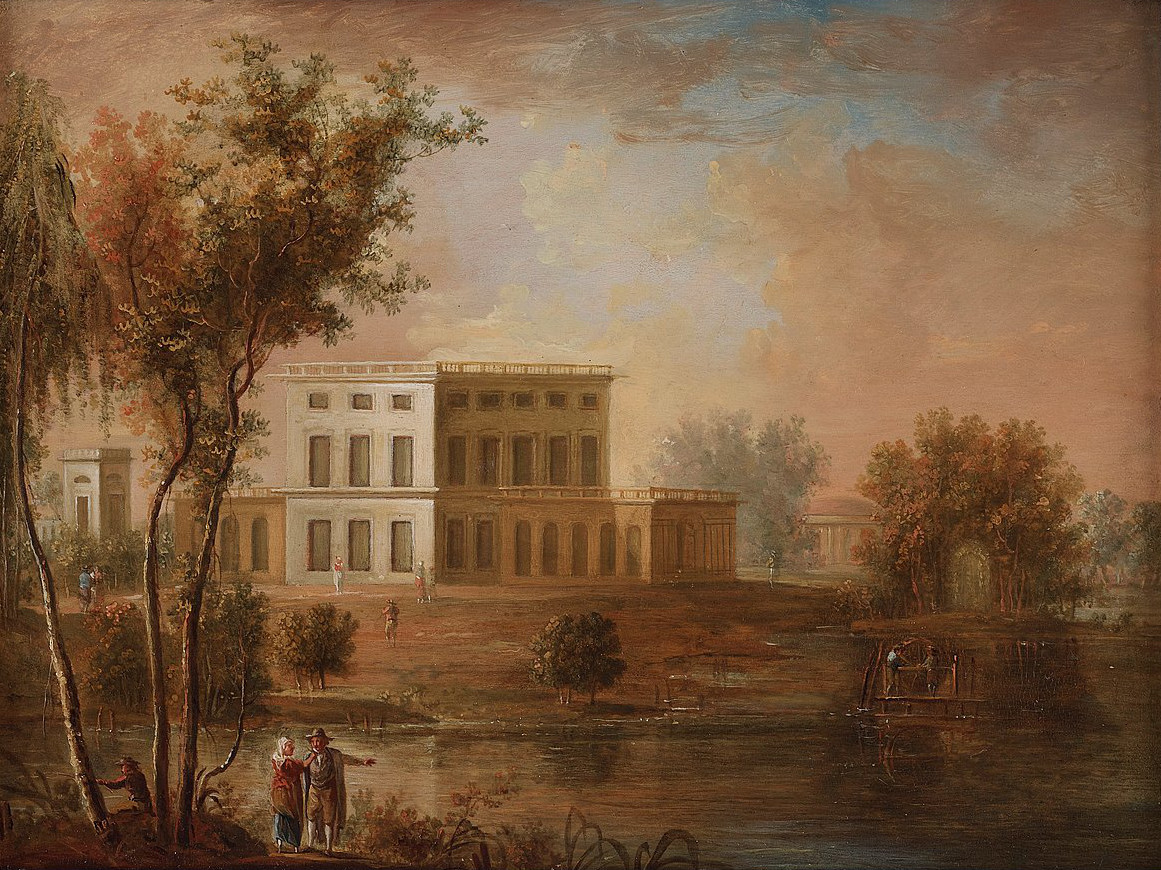
Vue af Haga lilla slott (ca 1790)